# Tragus andicola
Tragus andicola là một loài thực vật có hoa trong họ Hòa thảo. Loài này được M.A.Zapater & Sulekic mô tả khoa học đầu tiên năm 2001.